# مسجد سيدي مردوم
مسجد سيدي مردوم هو مسجد قديم من مساجد مدينة تونس، لم يعُد موجودا، وقد كان يقع شمال المدينة بحارة اليهود.

## الموقع
كان يقع بنهج سيدي مردوم بباب قرطاجنة.

## التّسمية
استمدّ المسجد تسميته من اسم الولي الصّالح سيدي مردوم.

## التّاريخ
لا يوجد معلومات حول تاريخ بناء هذا المسجد ولكنّ كان يوجد به ضريح الوليّ الصّالح سيدي مردوم إلى غاية سنة 800 هجري.